# Pester Lloyd
A Pester Lloyd két, egymástól független magyarországi német nyelvű időszaki lap címe. Az eredeti 1854 és 1945 között, a második 1994-től jelent meg, 2009-től kizárólag online formában.

## Az eredeti lap
Az 1854. január 1-jével indult Pester Lloydot főleg a németül is olvasó pesti polgárság olvasta. Első szerkesztője Weisz János volt. A magyar társadalom termelő köreinek érdekét képviselte, szabadelvű eszmeiséget terjesztett, s a német nyelvterület számára a magyar államiságot, kultúrát közvetítette azoknak az olvasóknak, akik Magyarországról a nem mindig elfogulatlan, sokszor magyarellenes bécsi lapok híradásaiból tájékozódtak. A kiegyezés után Falk Miksa lett a főszerkesztője. Közgazdasági szerkesztője Deutsch Antal volt. az 1870-es évek elejétől 1990-ig a lap korrektora volt Külföldi Viktor. 1872-ben lépett a Pester Lloyd kötelékébe, mint főszerkesztő-helyettes, Veigelsberg Leó. Az első világháború előtt Bertha von Suttner osztrák Nobel-békedíjas író és Herzl Tivadar cikkeit is közölte a lap. 1918-tól 1919-ig közgazdasági szerkesztője Bari Ágoston volt. A két világháború között a lap munkatársa volt Térey Edit és Turóczi-Trostler József. Az 1930-as években többek között Thomas Mann, Kosztolányi Dezső, Molnár Ferenc, Stefan Zweig, Joseph Roth, Egon Erwin Kisch, Alfred Polgar, Franz Werfel és Felix Salten is publikált a lapban. 1945 áprilisában beszüntette működését.

## A második időszaki lap
1994. szeptember 7-én független, német nyelvű hetilapként újraindult, mint Magyarország legnagyobb példányszámban megjelenő idegen nyelvű lapja (Chefredakteur: Gotthard B. Schicker). 2009. június eleje óta kizárólag online formában jelenik meg.
Irányzatában kritikusan lép fel a 2010 óta kormányzó Orbán-kormánnyal szemben.

## Ismert munkatársai 1854-től
- Alexander Bernát
- Dux Adolf
- Falk Miksa
- Hámos György
- Hevesi Lajos
- Kállai Ernő
- Konrád György
- Lánczy Leó
- Supka Géza
- Lorsy Ernő
- Ullmann Adolf
- Veigelsberg Leó
- Vészi József
- Virághalmi Ferenc
- Gratz Gusztáv
- Mócs Zsigmond

## Külső hivatkozások
- ÖNB/ANNO AustriaN Newspaper Online -- Pester Lloyd
- A Pester Lloyd honlapja
- Ujvári Hedvig: Max Nordau útirajzai a Pester Lloydban (1/9) (1. A Pester Lloyd) Archiválva 2007. május 3-i dátummal a Wayback Machine-ben
- Nekrológ – a Pester Lloydról